# Yohan – Barnevandreren
Yohan – Barnevandreren – norweski dramat, film familijny z 2010 roku, w reżyserii Grete Salomonsen.

## Fabuła
Film opowiada historię emigracji zarobkowej norweskich dzieci w XIX wieku. Mający 10 lat Yohan zostaje wysłany do pracy w Aust-Agder jako pasterz na farmie. Czuje się tam samotny, stara się nie załamywać. Bardzo dobrze sobie radzi z niepowodzeniami, poznaje swoje nowe oblicze, domowe i leśne zwierzęta w tym łosie, kuny i inne. Dwoje dzieci z sąsiedztwa (Anna i Olai) są źle traktowane. Yohan postanawia im pomóc.

## Obsada
Źródło: Filmweb

- Robin Pedersen Daniel – Yohan Aamot
- Mathilde Berg – Anna
- Dennis Storhøi – Johannes Aamot
- Agnete Haaland – Marta Aamot
- Adam Eftevaag – Olai
- Jørgen Langhelle – Nome
- Aylar Lie – Raya
- Morten Abel – nauczyciel
- Eva Gausvik – pomocnica w kuchni na farmie Eikeli
- Knut Walle – Landvik Lensmann
- Alexander Rybak – Levi

## Nagrody i nominacje
W 2010 roku podczas 20. edycji Międzynarodowego Festiwalu Filmowego w Sztokholmie, Odd Hynnekleiv jako producent zdobył nagrodę Bronze Horse w kategorii Children's Film. Podczas 25. edycji rozdania nagrody Amanda, Ragnar Bjerkreim został nominowany w kategorii Najlepsza muzyka.